# Jarplund-Weding

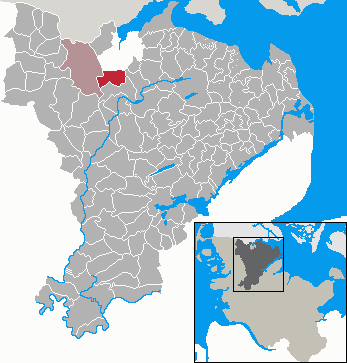
Localização do antigo município de Jarplund-Weding

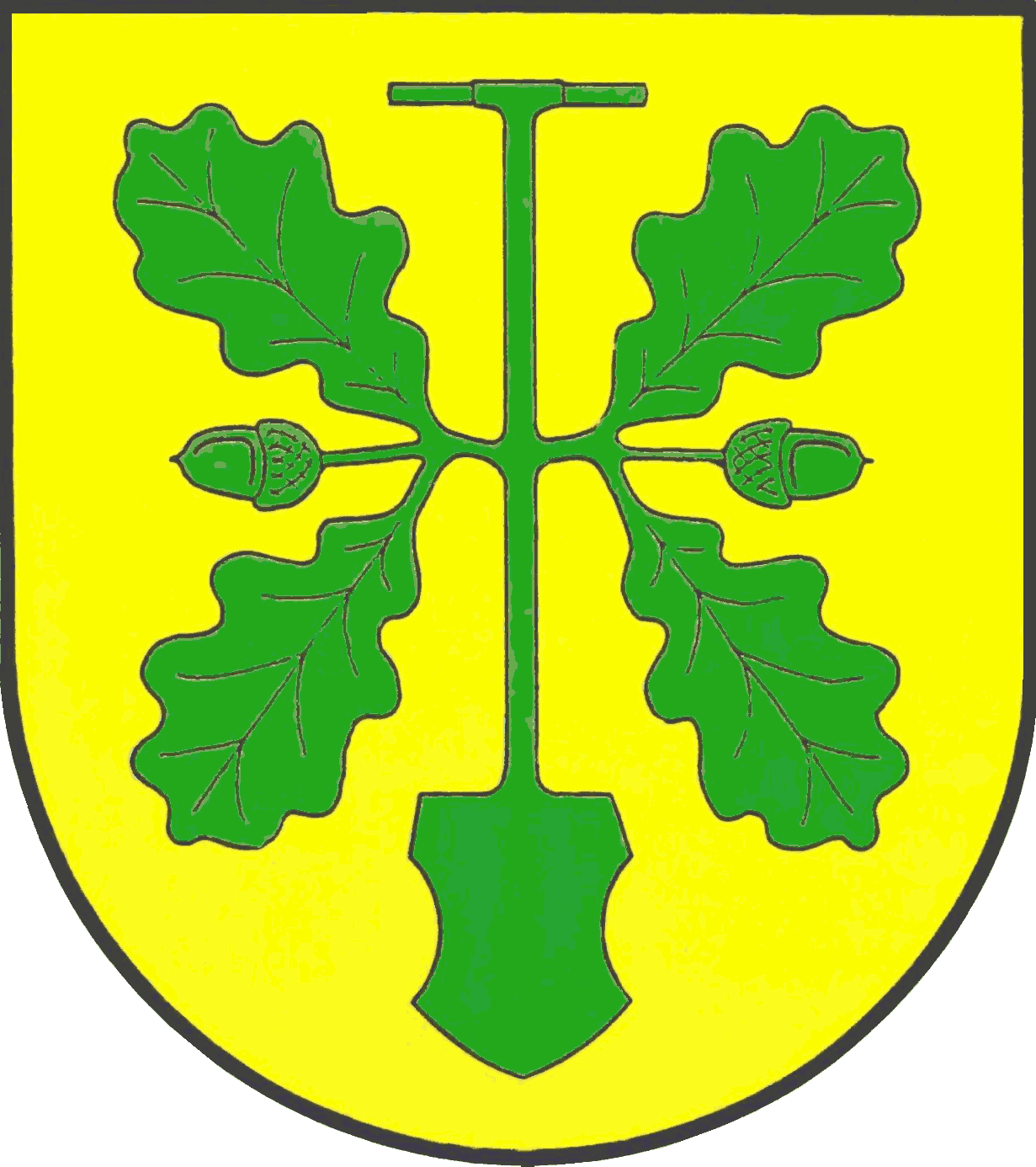
Brasão do antigo município de Jarplund-Weding

Jarplund-Weding é uma vila da Alemanha, localizada no município de Handewitt, distrito de Schleswig-Flensburg, estado de Schleswig-Holstein.
Até 29 de fevereiro de 2008 era um município do antigo Amt de Handewitt, a partir de 1 de Março de 2008 foi incorporado ao município de Handewitt.